# ФК «Рома» в сезоні 1935—1936
ФК «Рома» в сезоні 1935—1936 — сезон італійського футбольного клубу «Рома».

## Склад
| № | Поз. | Нац.      | Гравець            |
| - | ---- | --------- | ------------------ |
|   | ВР   | Італія    | Гвідо Мазетті      |
|   | ВР   | Італія    | Джованні Дзукка    |
|   | ЗХ   | Італія    | Луїджі Аллеманді   |
|   | ЗХ   | Аргентина | Роберто Аллеманді  |
|   | ЗХ   | Італія    | Джорджо Карпі      |
|   | ЗХ   | Італія    | Назарено Челестіні |
|   | ЗХ   | Італія    | Андреа Гадальді    |
|   | ЗХ   | Італія    | Альфредо Маріні    |
|   | ЗХ   | Італія    | Еральдо Мондзельйо |
|   | ПЗ   | Італія    | Фульвіо Бернардіні |
|   | ПЗ   | Італія    | Ренато Каттанео    |
|   | ПЗ   | Італія    | Уго Чероні         |
|   | ПЗ   | Італія    | Еварісто Фрізоні   |
|   | ПЗ   | Італія    | Антоніо Фуско      |

| № | Поз. | Нац.   | Гравець               |
| - | ---- | ------ | --------------------- |
|   | ПЗ   | Італія | Армандо Преті         |
|   | НП   | Італія | Франко Скарамеллі     |
|   | ПЗ   | Італія | Андрес Станьяро ()    |
|   | НП   | Італія | Алехандро Скопеллі () |
|   | НП   | Італія | Ернесто Томазі        |
|   | ПЗ   | Італія | Отелло Тромбетта      |
|   | ПЗ   | Італія | Джакомо Валентіні     |
|   | НП   | Італія | Данте Ді Бенедетті    |
|   | НП   | Італія | Доменіко Д'Альберто   |
|   | НП   | Італія | Енріке Гвайта ()      |
|   | НП   | Італія | Маріо Маркеджані      |
|   | НП   | Італія | П'єро Пасторе         |
|   | НП   | Італія | Отелло Субінагі       |

## Серія A

### Матчі
| 22 вересня 1935 15:30 CEST 1 тур |

| «Рома»         | 1:0      | «Торіно» |
| -------------- | -------- | -------- |
| Д'Альберто 41' | Протокол |          |

| Кампо Тестаччо Арбітр: Скорцоні |

| 29 вересня 1935 2 тур |

| «Дженоа»                  | 2:1      | «Рома»       |
| ------------------------- | -------- | ------------ |
| Скатеньї 42' Еварісто 70' | Протокол | 35' Субінагі |

| Стадіо Луїджі Ферраріс Арбітр: Феруччіо Бонівенто |

| 6 жовтня 1935 15:00 CEST 3 тур |

| «Рома»       | 1:0      | «Наполі» |
| ------------ | -------- | -------- |
| Гадальді 10' | Протокол |          |

| Кампо Тестаччо Арбітр: Барлассіна |

| 13 жовтня 1935 15:00 CEST 4 тур |

| «Лаціо» | 0:1      | «Рома»       |
| ------- | -------- | ------------ |
|         | Протокол | 89' Каттанео |

| Стадіо Націонале Арбітр: Бевілаква |

| 20 жовтня 1935 15:00 CEST 5 тур |

| «Рома» | 0:0      | «Амброзіана-Інтер» |
| ------ | -------- | ------------------ |
|        | Протокол |                    |

| Кампо Тестаччо Арбітр: Скарпі |

| 3 листопада 1935 6 тур |

| «Барі» | 0:1      | «Рома»        |
| ------ | -------- | ------------- |
|        | Протокол | 34' Валентіні |

| Стадіо Делла Вітторія Арбітр: Турбіані |

| 10 листопада 1935 14:30 CET 7 тур |

| «Рома» | 0:1      | «Фіорентіна» |
| ------ | -------- | ------------ |
|        | Протокол | 34' Грінга   |

| Кампо Тестаччо Арбітр: Ф.Маттеа |

| 17 листопада 1935 14:30 CET 8 тур |

| «Болонья»               | 2:0      | «Рома» |
| ----------------------- | -------- | ------ |
| Сансоне 57' Федулло 78' | Протокол |        |

| Літторале Арбітр: Скарпі |

| 1º грудня 1935 14:30 CET 9 тур |

| «Мілан» | 0:0      | «Рома» |
| ------- | -------- | ------ |
|         | Протокол |        |

| Сан-Сіро, Мілан Арбітр: Джованні Гонані |

| 8 грудня 1935 14:30 CET 10 тур |

| «Рома»         | 1:1      | «Ювентус» |
| -------------- | -------- | --------- |
| Д'Альберто 71' | Протокол | 57' Казон |

| Кампо Тестаччо Арбітр: Скорцоні |

| 15 грудня 1935 14:30 CET 11 тур |

| «Самп’єрдаренезе» | 0:2      | «Рома»                            |
| ----------------- | -------- | --------------------------------- |
|                   | Протокол | 55' (пен.) Бернардіні 59' Пасторе |

| Стадіо Дель Літторіо, Генуя Арбітр: Кайроні |

| 22 грудня 1935 14:30 CET 12 тур |

| «Рома»       | 1:0      | «Брешія» |
| ------------ | -------- | -------- |
| Тромбетта 3' | Протокол |          |

| Кампо Тестаччо Арбітр: А.Мацца |

| 29 грудня 1935 14:30 CET 13 тур |

| «Трієстіна» | 0:0      | «Рома» |
| ----------- | -------- | ------ |
|             | Протокол |        |

| Стадіо дель Літторіо, Трієст Арбітр: Акілле Піцціоло |

| 5 січня 1936 14:30 CET 14 тур |

| «Алессандрія» | 1:0      | «Рома» |
| ------------- | -------- | ------ |
| Ріккарді 53'  | Протокол |        |

| Літторіо, Алессандрія Арбітр: Скарпі |

| 12 січня 1936 14:30 CET 15 тур |

| «Рома» | 0:1      | «Палермо»  |
| ------ | -------- | ---------- |
|        | Протокол | 7' Палумбо |

| Кампо Тестаччо Арбітр: Анджело Джанеллі |

| 28 січня 1936 14:30 CET 16 тур |

| «Торіно» | 1:0      | «Рома» |
| -------- | -------- | ------ |
| Бо 6'    | Протокол |        |

| Філадельфія, Турин Арбітр: Турбіані |

| 2 лютого 1936 14:30 CET 17 тур |

| «Рома» | 0:0      | «Дженоа» |
| ------ | -------- | -------- |
|        | Протокол |          |

| Кампо Тестаччо Арбітр: Кайроні |

| 9 лютого 1936 18 тур |

| «Наполі»     | 1:2      | «Рома»                     |
| ------------ | -------- | -------------------------- |
| Вендітто 22' | Протокол | 5' Ді Бенедетті 23' Томазі |

| Понтенопео, Неаполь Арбітр: Джакомо Бертоліо |

| 16 лютого 1936 15:00 CET 19 тур |

| «Рома»       | 1:0      | «Лаціо» |
| ------------ | -------- | ------- |
| Каттанео 82' | Протокол |         |

| Кампо Тестаччо Арбітр: Маріо Чамберліні |

| 26 лютого 1936 15:00 CET 20 тур |

| «Амброзіана-Інтер»                                     | 5:1      | «Рома»           |
| ------------------------------------------------------ | -------- | ---------------- |
| Девінченці 24', 56' Д.Феррарі 62' Порта 72' Меацца 74' | Протокол | 71' Ді Бенедетті |

| Арена Чівіка Арбітр: Маріо Скотто |

| 1º березня 1936 15:00 CET 21 тур |

| «Рома»                 | 3:0      | «Барі» |
| ---------------------- | -------- | ------ |
| Субінагі 23', 78', 83' | Протокол |        |

| Кампо Тестаччо Арбітр: Бевілаква |

| 8 березня 1936 15:00 CET 22 тур |

| «Фіорентіна»  | 1:2      | «Рома»                      |
| ------------- | -------- | --------------------------- |
| Пераццоло 88' | Протокол | 32' Каттанео 48' Скарамеллі |

| Стадіо Джованні Берта, Флоренція Арбітр: Турбіані |

| 14 березня 1936 15:00 CET 23 тур |

| «Рома»       | 1:0      | «Болонья» |
| ------------ | -------- | --------- |
| Каттанео 87' | Протокол |           |

| Кампо Тестаччо Арбітр: Маріо Скотто |

| 22 березня 1936 15:0 CET 24 тур |

| «Рома» | 0:0      | «Мілан» |
| ------ | -------- | ------- |
|        | Протокол |         |

| Кампо Тестаччо Арбітр: Анджело Джанеллі |

| 28 березня 1936 25 тур |

| «Ювентус»   | 1:3      | «Рома»                            |
| ----------- | -------- | --------------------------------- |
| Габетто 27' | Протокол | 3' Каттанео 12', 73' Ді Бенедетті |

| Беніто Муссоліні, Турин Арбітр: Маріо Скотто |

| 12 квітня 1936 15:30 CEST 26 тур |

| «Рома»                 | 2:0      | «Самп'єрдаренезе» |
| ---------------------- | -------- | ----------------- |
| Томазі 8' Субінагі 66' | Протокол |                   |

| Кампо Тестаччо Арбітр: Турбіані |

| 19 квітня 1936 15:00 CEST 27 тур |

| «Брешія»    | 1:1      | «Рома»     |
| ----------- | -------- | ---------- |
| Больтрі 14' | Протокол | 35' Томазі |

| Піаве Арбітр: Маріо Чамберліні |

| 26 квітня 1936 15:00 CEST 28 тур |

| «Рома»           | 1:0      | «Трієстіна» |
| ---------------- | -------- | ----------- |
| Ді Бенедетті 90' | Протокол |             |

| Кампо Тестаччо Арбітр: Джованні Гонані |

| 3 травня 1936 15:00 CEST 29 тур |

| «Рома»                             | 3:1      | «Алессандрія» |
| ---------------------------------- | -------- | ------------- |
| Ді Бенедетті 37', 71' Каттанео 90' | Протокол | 90' Кроче     |

| Кампо Тестаччо Арбітр: Маріо Чамберліні |

| 10 травня 1936 30 тур |

| «Палермо»    | 1:3      | «Рома»                           |
| ------------ | -------- | -------------------------------- |
| Карневалі 9' | Протокол | 62' Субінагі 65', 80' Д'Альберто |

| Стадіо дель Літторіо, Палермо Арбітр: Сараціні |

## Кубок Італії
| 26 грудня 1935 1/16 фіналу |

| «Фоджа» | 0:4      | «Рома»                                       |
| ------- | -------- | -------------------------------------------- |
|         | Протокол | 21' Гадальді 25' Тромбетта 77', 88' Субінагі |

| Кампо Спортіво Літторіо, Фоджа Арбітр: Бевілаква |

| 19 січня 1936 14:30 CET 1/8 фіналу |

| «Лаціо»                | 2:1      | «Рома»       |
| ---------------------- | -------- | ------------ |
| Піола 35' Камолезе 38' | Протокол | 68' Гадальді |

| Стадіо Націонале Арбітр: Ф.Маттеа |

## Статистика гравців
| №. | Поз. | Нац.   | Гравець             | Всього | Всього | Чемпіонат Італії | Чемпіонат Італії | Кубок Італії | Кубок Італії | Кубок Мітропи | Кубок Мітропи |
| №. | Поз. | Нац.   | Гравець             | Ігор   | Голів  | Ігор             | Голів            | Ігор         | Голів        | Ігор          | Голів         |
| -- | ---- | ------ | ------------------- | ------ | ------ | ---------------- | ---------------- | ------------ | ------------ | ------------- | ------------- |
|    |      | Італія | Гвідо Мазетті       | 34     | -31    | 30               | -20              | 2            | -2           | 2             | -9            |
|    |      | Італія | Джованні Дзукка     | 0      | 0      | 0                | -0               | 0            | -0           | 0             | -0            |
|    |      | Італія | Луїджі Аллеманді    | 29     | 0      | 27               | 0                | 2            | 0            | 0             | 0             |
|    |      | Італія | Роберто Аллеманді   | 0      | 0      | 0                | 0                | 0            | 0            | 0             | 0             |
|    |      | Італія | Джорджо Карпі       | 2      | 0      | 2                | 0                | 0            | 0            | 0             | 0             |
|    |      | Італія | Назарено Челестіні  | 0      | 0      | 0                | 0                | 0            | 0            | 0             | 0             |
|    |      | Італія | Андреа Гадальді     | 25     | 3      | 21               | 1                | 2            | 2            | 2             | 0             |
|    |      | Італія | Альфредо Маріні     | 1      | 0      | 1                | 0                | 0            | 0            | 0             | 0             |
|    |      | Італія | Еральдо Мондзельйо  | 34     | 0      | 30               | 0                | 2            | 0            | 2             | 0             |
|    |      | Італія | Фульвіо Бернардіні  | 34     | 1      | 30               | 1                | 2            | 0            | 2             | 0             |
|    |      | Італія | Ренато Каттанео     | 32     | 7      | 28               | 6                | 2            | 0            | 2             | 1             |
|    |      | Італія | Уго Чероні          | 10     | 0      | 10               | 0                | 0            | 0            | 0             | 0             |
|    |      | Італія | Еварісто Фрізоні    | 32     | 0      | 28               | 0                | 2            | 0            | 2             | 0             |
|    |      | Італія | Антоніо Фуско       | 17     | 0      | 13               | 0                | 2            | 0            | 2             | 0             |
|    |      | Італія | Армандо Преті       | 1      | 0      | 1                | 0                | 0            | 0            | 0             | 0             |
|    |      | Італія | Франко Скарамеллі   | 21     | 1      | 18               | 1                | 1            | 0            | 2             | 0             |
|    |      | Італія | Алехандро Скопеллі  | 2      | 2      | 0                | 0                | 0            | 0            | 2             | 2             |
|    |      | Італія | Андрес Станьяро     | 0      | 0      | 0                | 0                | 0            | 0            | 0             | 0             |
|    |      | Італія | Ернесто Томазі      | 29     | 3      | 26               | 3                | 1            | 0            | 2             | 0             |
|    |      | Італія | Отелло Тромбетта    | 6      | 2      | 4                | 1                | 2            | 1            | 0             | 0             |
|    |      | Італія | Джакомо Валентіні   | 7      | 1      | 6                | 1                | 1            | 0            | 0             | 0             |
|    |      | Італія | Данте Ді Бенедетті  | 13     | 7      | 13               | 7                | 0            | 0            | 0             | 0             |
|    |      | Італія | Доменіко Д'Альберто | 17     | 4      | 17               | 4                | 0            | 0            | 0             | 0             |
|    |      | Італія | Енріке Гвайта       | 2      | 0      | 0                | 0                | 0            | 0            | 2             | 0             |
|    |      | Італія | Маріо Маркеджані    | 0      | 0      | 0                | 0                | 0            | 0            | 0             | 0             |
|    |      | Італія | П'єро Пасторе       | 4      | 1      | 4                | 1                | 0            | 0            | 0             | 0             |
|    |      | Італія | Отелло Субінагі     | 22     | 8      | 21               | 6                | 1            | 2            | 0             | 0             |